# Iconographie orthodoxe de Jésus-Christ
L'iconographie orthodoxe de Jésus-Christ est l'ensemble des représentations de Jésus-Christ et l'étude des différents types de sa représentation sur des icônes dans la religion orthodoxe. 

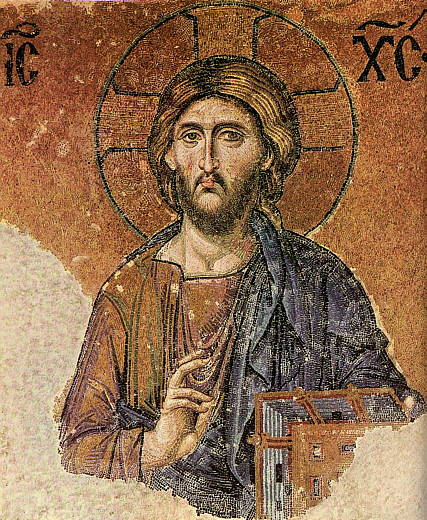
Christ Pantocrator (Le Sauveur Tout-Puissant). Mosaïque de la galerie sud de la cathédrale de Sainte-Sophie (Constantinople). Premier quart du XIIe siècle.
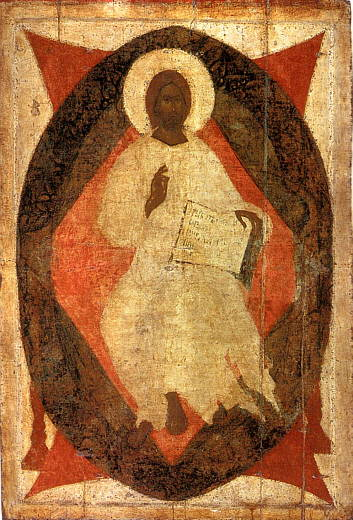
Christ en gloire. Icône du registre déisis l'iconostase de la cathédrale de l'Annonciation de Moscou au Kremlin de Moscou. Théophane le Grec (?). Fin XIVe siècle.
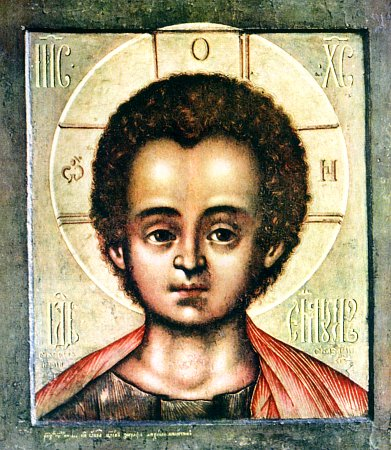
Jésus-Christ Emmanuel (Emmanuel  signifie en hébreu Dieu est avec nous), Simon Ouchakov
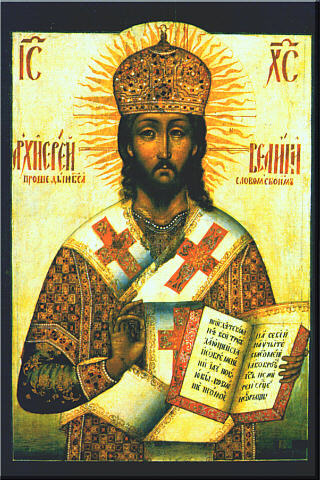
Le Christ Grand-prêtre. Icône. Fin du XVIIe siècle. Le texte du Livre des Psaumes 109.4 est à l'origine de ce type d'icône :  Tu es prêtre à jamais selon l'ordre de Melchisédek...
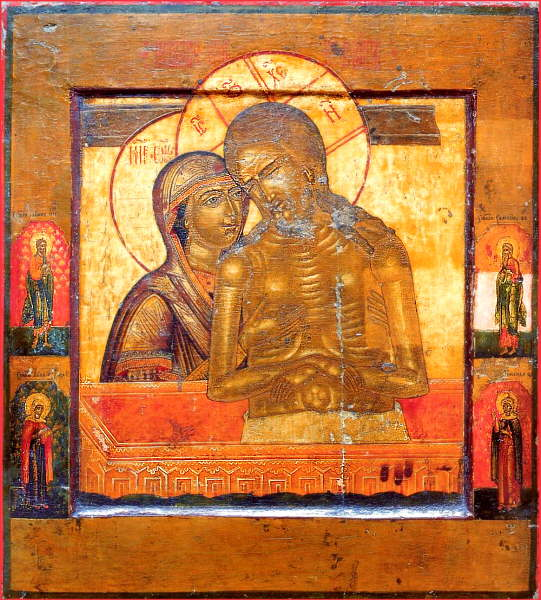
Ne pleure pas sur moi, Mère. Icône.  Fin du XVIIIe siècle premier quart du XIXe siècle.
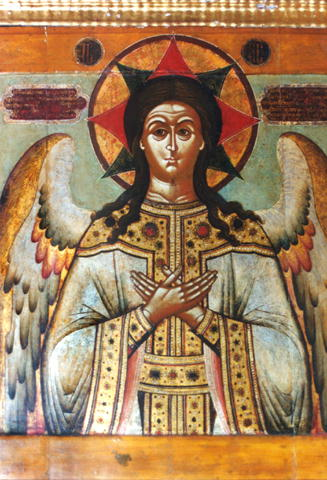
Le Silence bienveillant. Icône. Ivan Diakonov (?). XVIIe siècle. Le Christ sous la forme d'un ange avec les traits d'un jeune homme. La nimbe est formée de deux carrés célébrant la divinité du Créateur (la rouge) et l'incompréhension de la divinité (noire). Apparaît au XVe siècle.
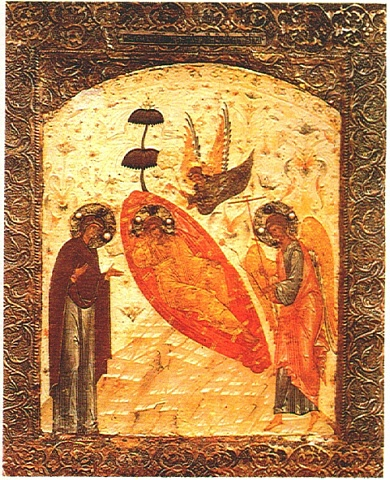
L'Œil vigilant. Icône. Milieu du XVIe siècle. Le Christ adolescent est couché les yeux ouverts, la tête sur sa main droite. La Vierge et l'ange porteur des instruments de la Passion l'entourent. Ce type d'icône apparaît au XIVe siècle au Mont Athos.
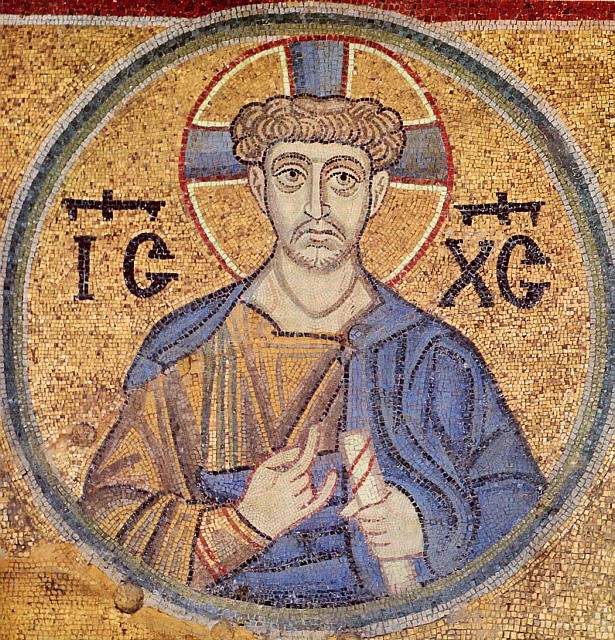
Le Christ prêtre. Mosaïque. Kiev. Milieu du XIe siècle.
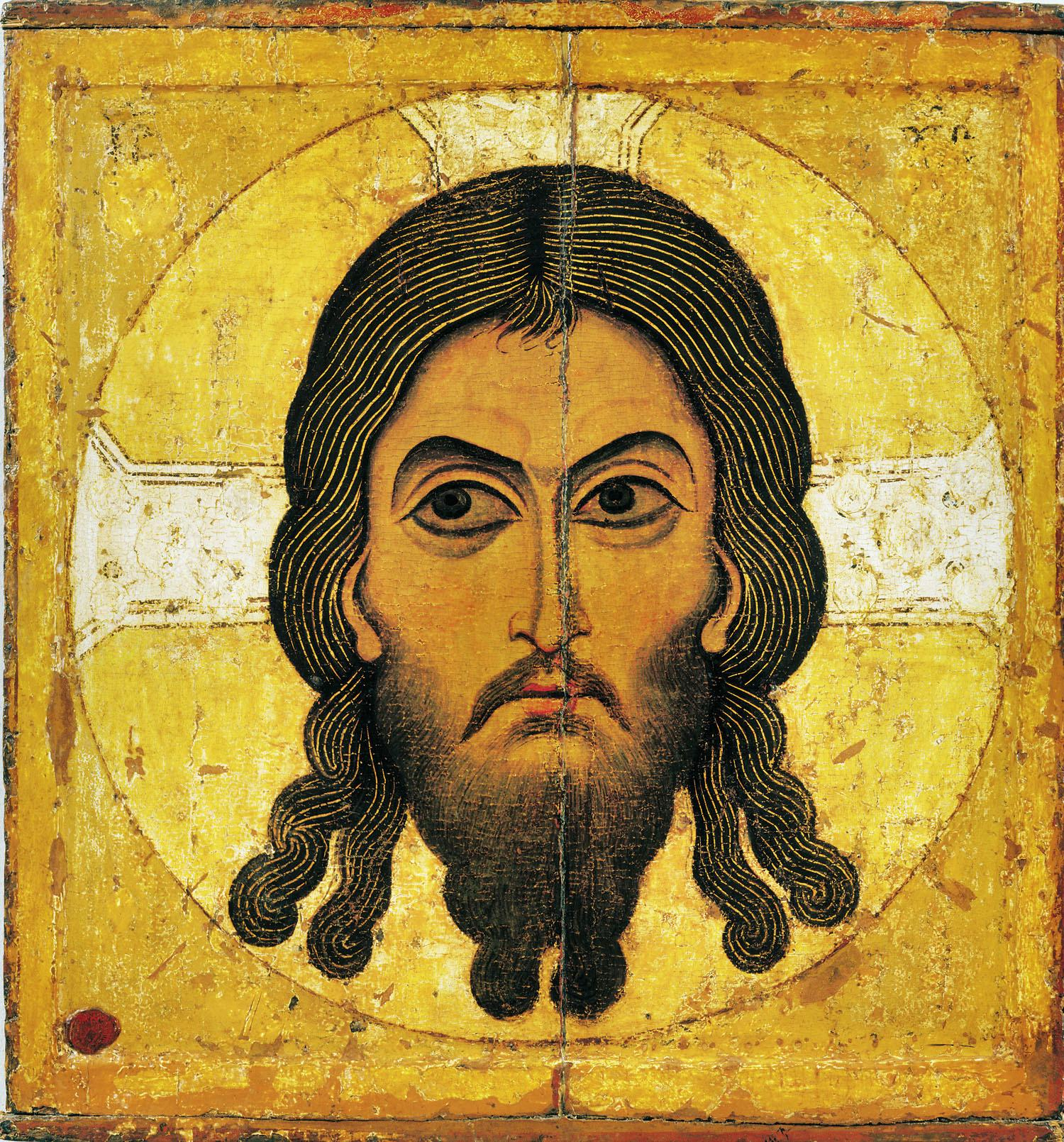
Mandylion ou Sainte-Face (Novgorod) icône initiale faite par apposition sur le visage du Christ lors de sa passion. École de Novgorod. Cathédrale de l'Assomption de Moscou. XIIe siècle.
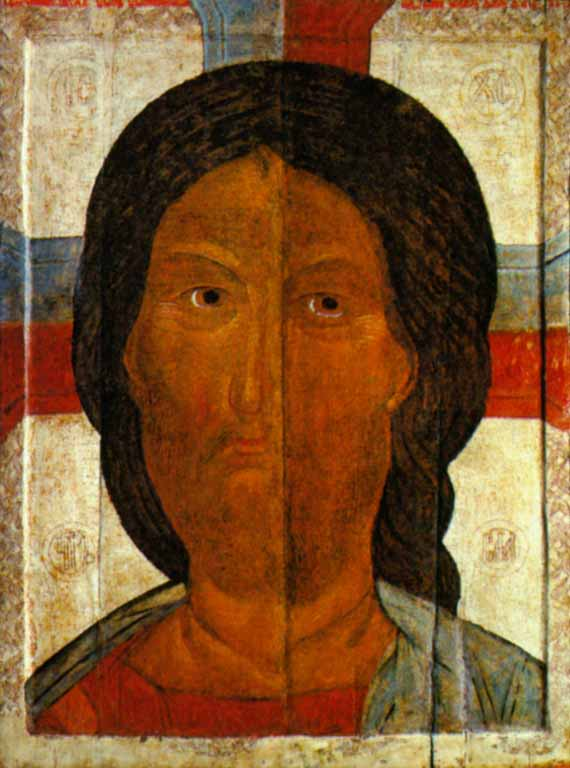
Christ Chalkitès Le Sauveur aux yeux furieux XVe siècle
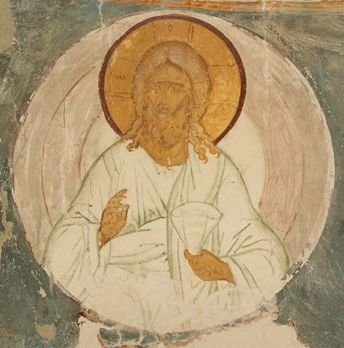
Ancien des jours, fresque du monastère de Ferapontov